# Xã Doniphan, Quận Hall, Nebraska
Xã Doniphan (tiếng Anh: Doniphan Township) là một xã thuộc quận Hall, tiểu bang Nebraska, Hoa Kỳ. Năm 2010, dân số của xã này là 1.099 người.

## Lịch sử
Xã thành lập năm 1881.